# 아일랜드 축구 국가대표팀 (1882년)

아일랜드 축구 국가대표팀은 1882년부터 1950년까지 존재했던 아일랜드의 축구 국가대표팀이다.

## 역사
1882년에 아일랜드섬 전체를 대표하는 축구팀으로 창단했으나, 1921년에 아일랜드섬에서 아일랜드 자유국이 분리됨과 동시에 팀도 아일랜드 자유국 국가대표팀으로 분리되어 북아일랜드만으로 국한된다. 이후 1950년에 선수 선발을 중지하였으며, 북아일랜드 축구 국가대표팀으로 이어진다.

## 같이 보기
- 아일랜드 축구 국가대표팀
- 북아일랜드 축구 국가대표팀